# Hochhaus am Europaplatz
Das Hochhaus am Europaplatz ist ein Hochhaus am Europaplatz im Berliner Ortsteil Moabit, nördlich des Berliner Hauptbahnhofs. Das 84 Meter hohe Bürogebäude wurde im Jahr 2023 fertiggestellt und ist Teil des Berliner Entwicklungsgebietes Europacity.

## Architektur und Nutzung
Der Büroturm mit 22 Stockwerken entstand nach Plänen des Architekturbüros Allmann Sattler Wappner und zeichnet sich durch eine großflächige Glasfassade sowie eine streng symmetrische Form aus. Die Baukosten werden mit rund 145 Millionen Euro veranschlagt.
Die Wirtschaftsprüfgesellschaft KPMG ist Hauptmieter der etwa 29.000 Quadratmeter nutzbaren Fläche. Außerdem wird die Rechtsanwaltsgesellschaft KPMG Law einen Teil der Nutzfläche beziehen. Im Gebäudekomplex sind 284 Pkw-Parkplätze sowie 200 Fahrradstellplätze entstanden.

Galerie (Baufortschritt)
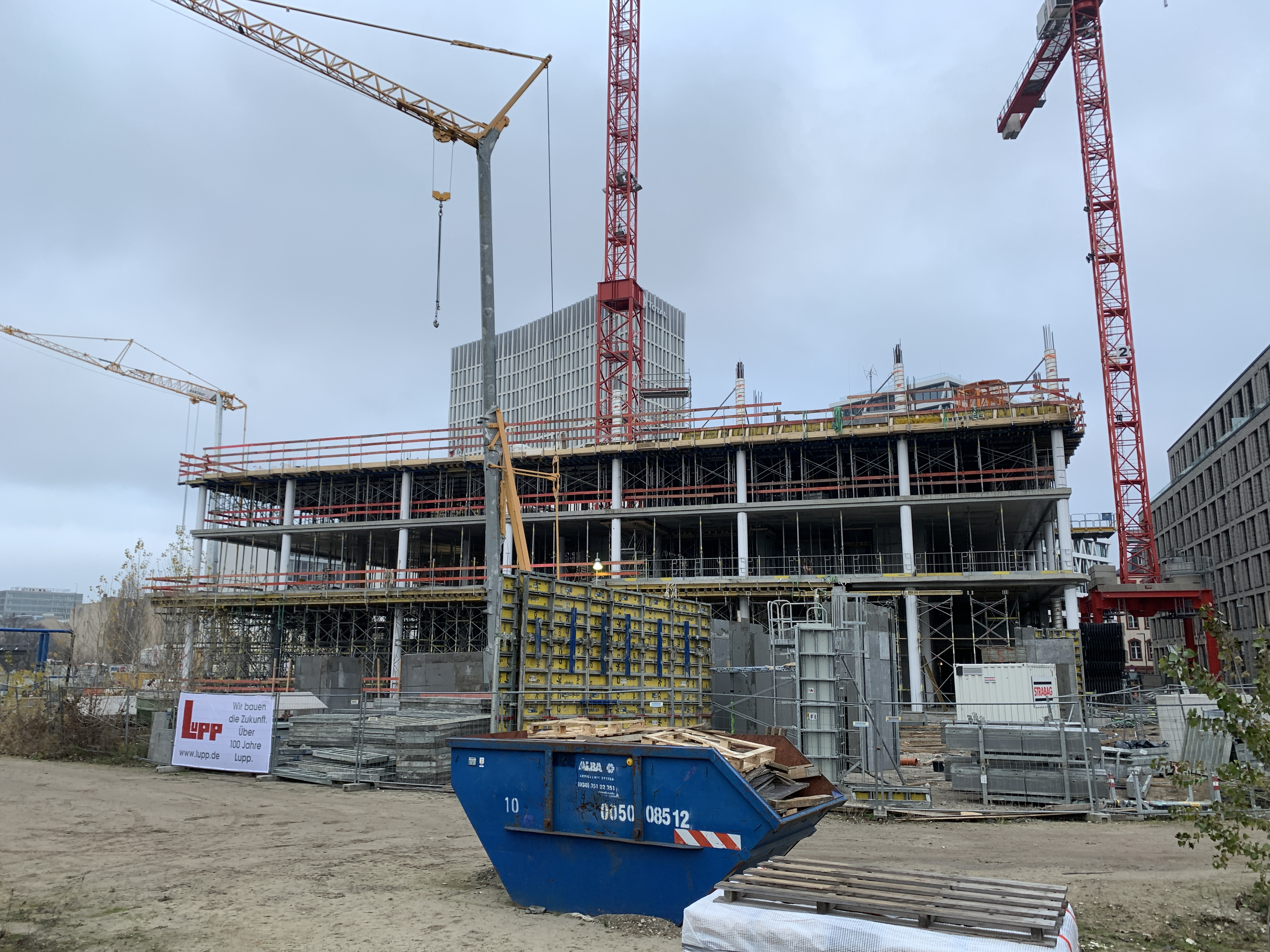
Baufortschritt (Dezember 2020)
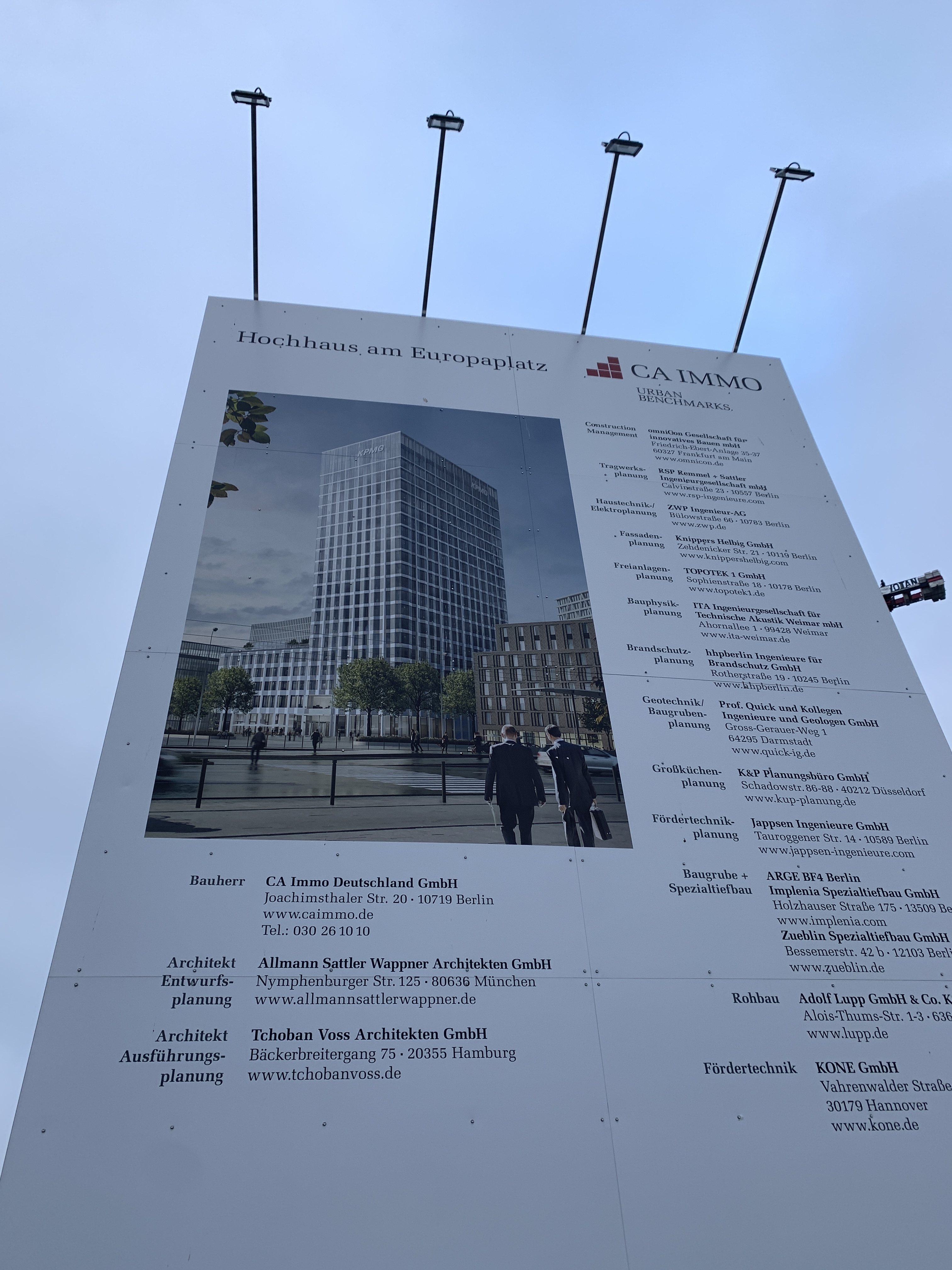
Baustellenschild
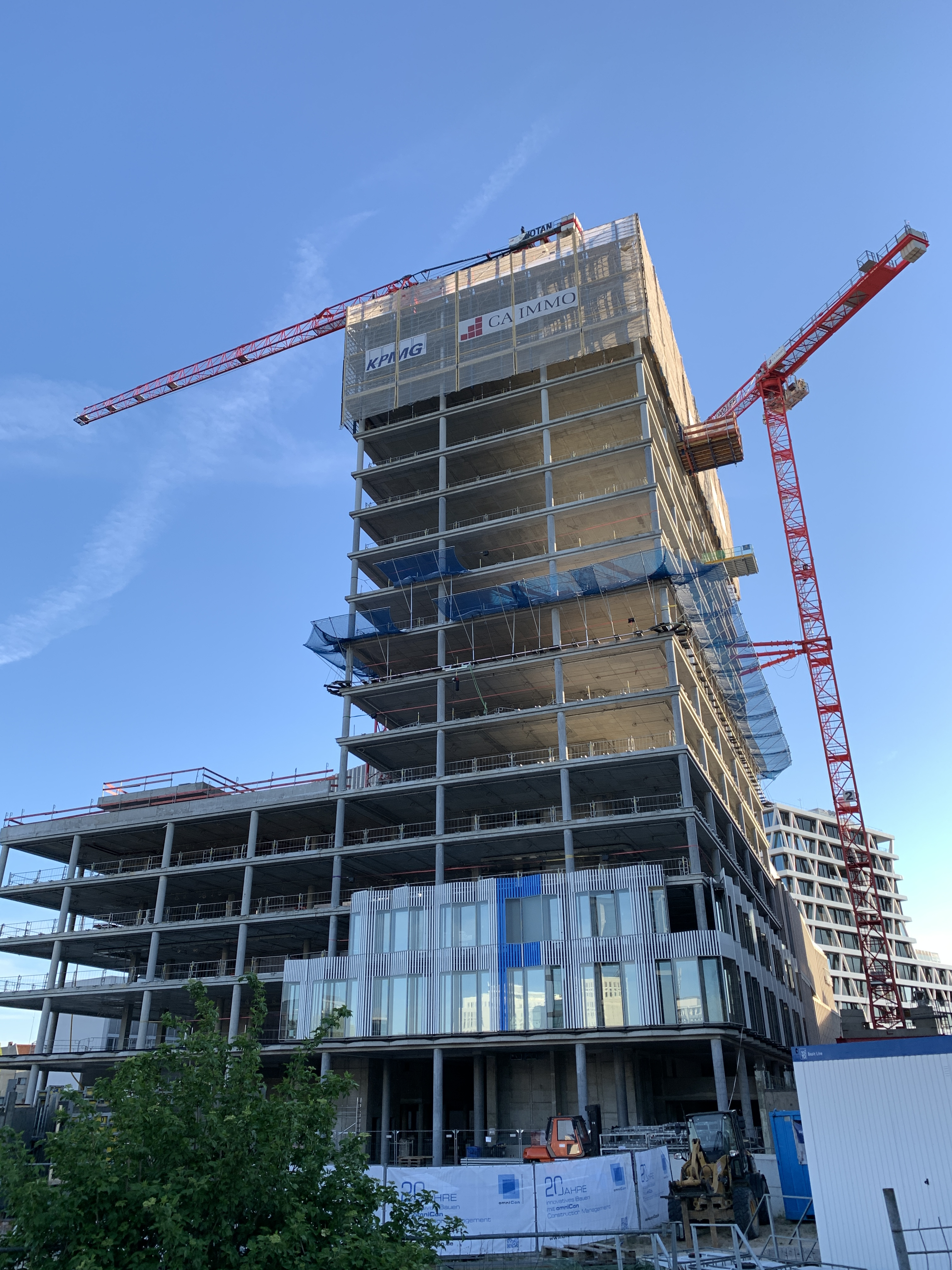
Baufortschritt (Mai 2021)
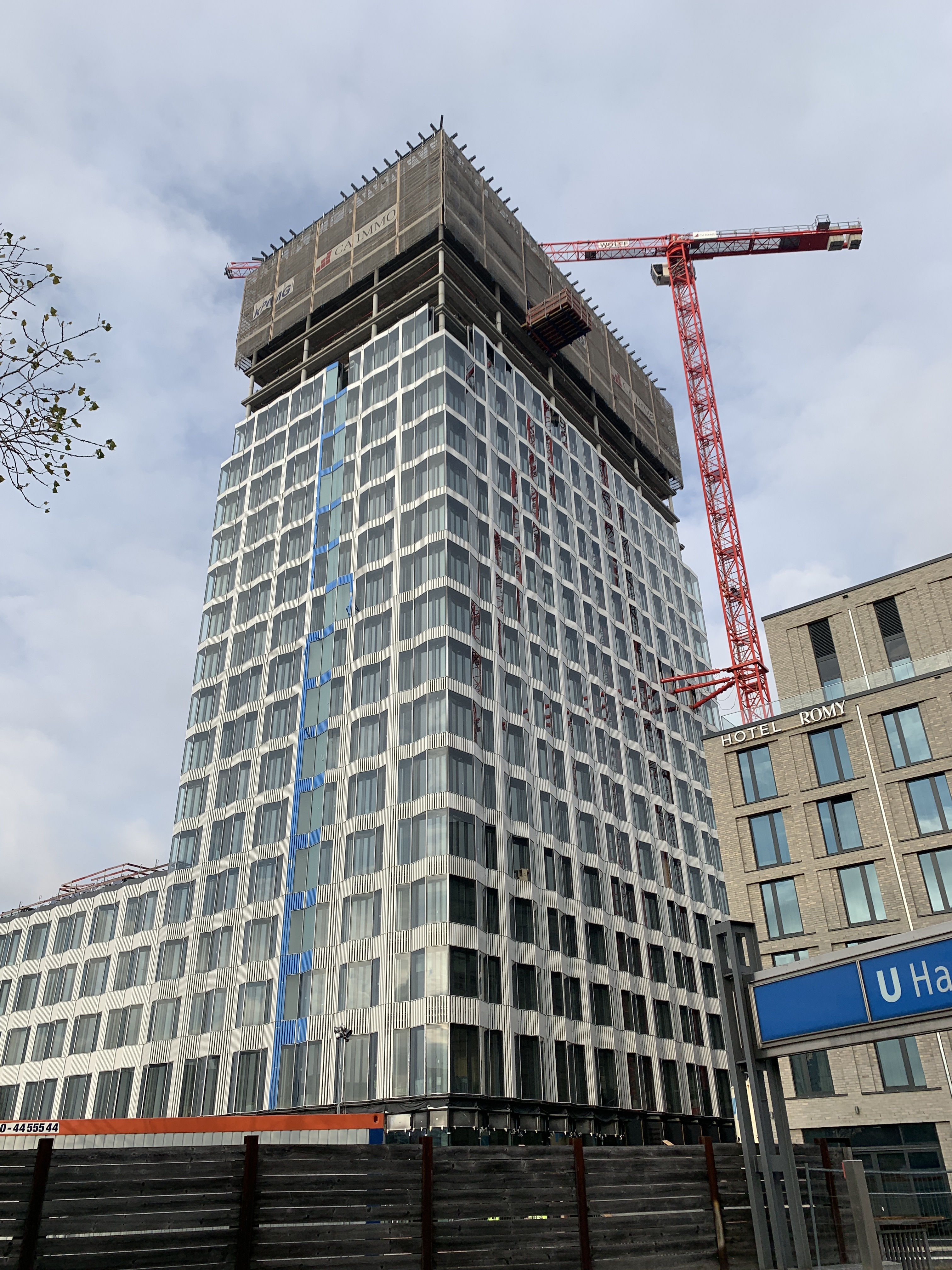
Baufortschritt (November 2021)
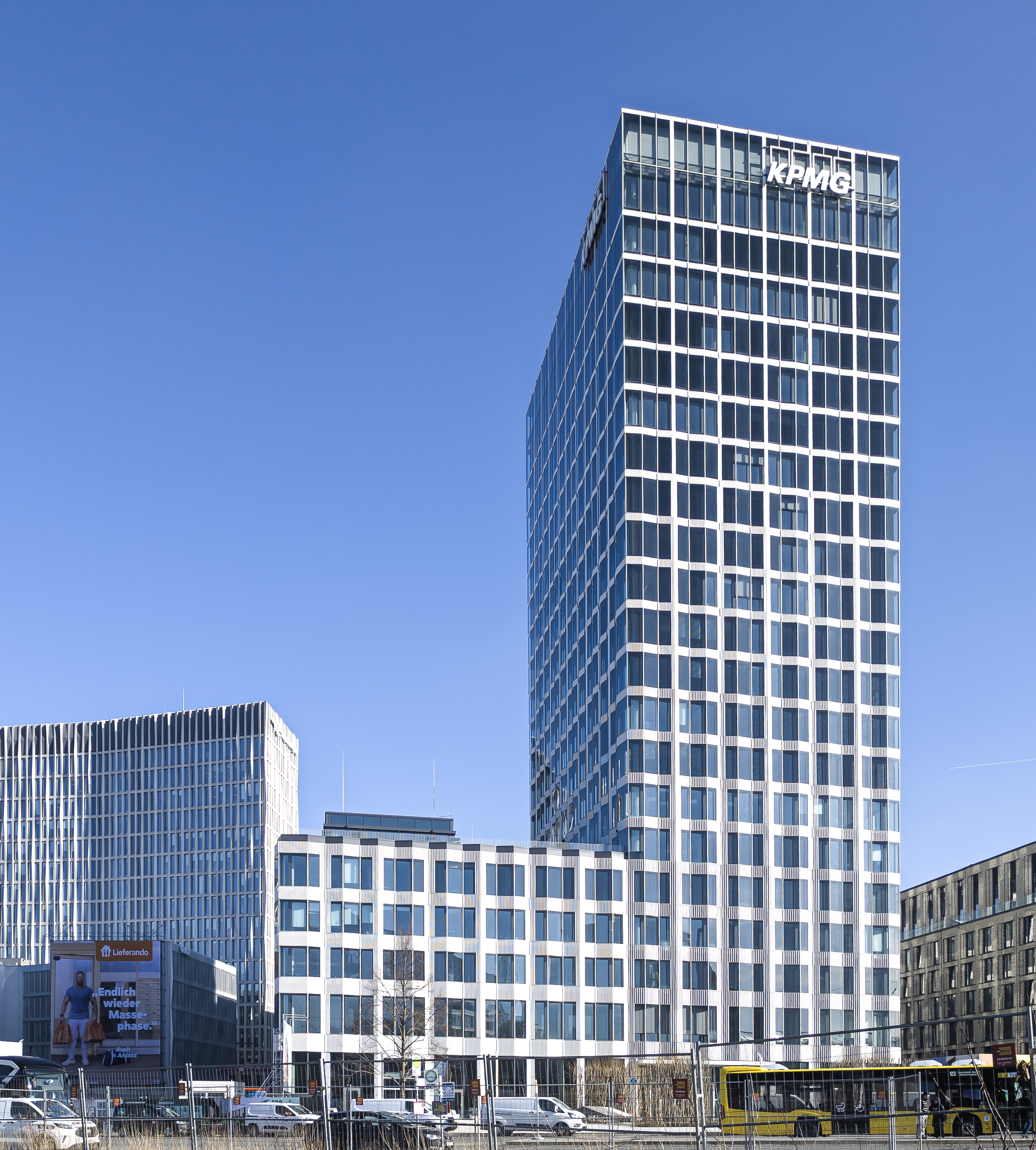
März 2025